# Colt (Arkansas)
Colt est un village situé dans l’État américain de l'Arkansas, dans le comté de Saint Francis.